# Trithemis nigra
Trithemis nigra là một loài chuồn chuồn ngô thuộc họ Libellulidae. Nó là loài đặc hữu của São Tomé và Príncipe. Các môi trường sống tự nhiên của chúng là rừng ẩm đất thấp nhiệt đới hoặc cận nhiệt đới và sôngs ngòi. Nó bị đe dọa do mất môi trường sống.